# Mireille Grosjean
Mireille Grosjean, née Mireille Robert le 15 mai 1946 à La Chaux-de-Fonds, est une enseignante spécialiste en éducation interculturelle, espérantiste suisse francophone, présidente de la Ligue internationale des enseignants d’espéranto de 2013 à 2021 et co-présidente de la société suisse d'espéranto.

## Biographie

### Vie privée
Mireille Robert nait le 15 mai 1946 à La Chaux-de-Fonds, en Suisse. Ses parents sont Marc Robert, architecte, et Henriette Robert, née Primault. Elle a trois sœurs. Elle est une descendante du frère du peintre suisse Louis Léopold Robert. Elle vit les quinze premières années de sa vie à La Chaux-de-Fonds, où elle est scolarisée.
En 1961, sa famille déménage à Neuchâtel, où elle fait ses études universitaires à partir de 1965. En 1968, elle obtient un diplôme pour enseigner le français, l’allemand, l’histoire et la géographie.
En 1968, elle épouse Yvon Grosjean, d’abord ingénieur, puis enseignant de mathématiques, de biologie et de physique. Ensemble, ils ont deux filles.

### Vie professionnelle
En 1970, Mirelle Grosjean commence à enseigner les langues à Zurich. En 1977, elle déménage aux Brenets, et enseigne au Locle, jusqu’à la retraite en 2008.

### Au sein du mouvement de l'espéranto

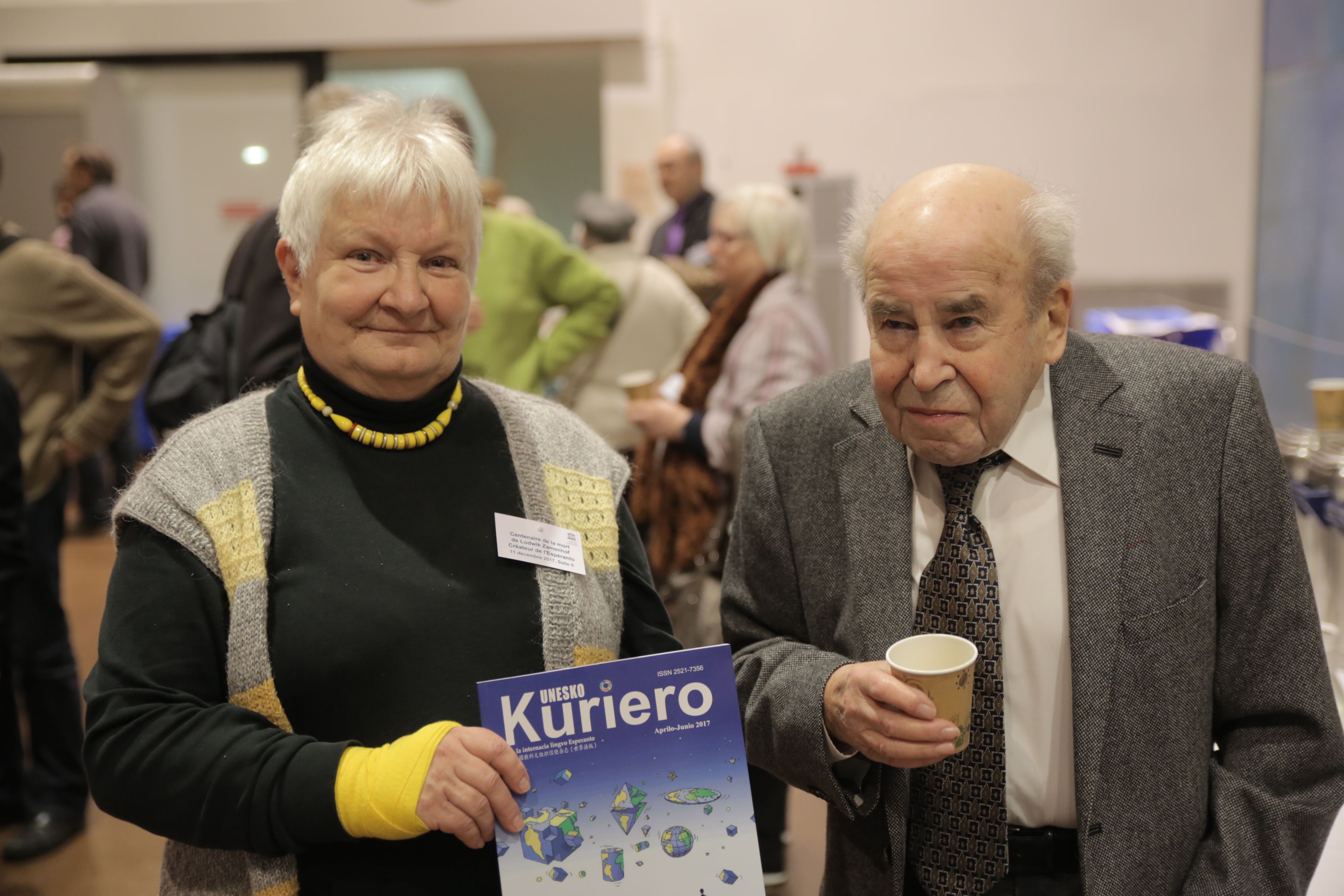
Mireille Grosjean et Louis-Christophe Zaleski-Zamenhof, en 2017, à l’occasion de la commémoration du centaire de la mort de Louis-Lazare Zamenhof, dans les bureaux de l’UNESCO, à Paris.

Depuis 1982, elle pratique l'aïkido, ce qui l'amène à découvrir le Japon en 1985 et à son retour à découvrir l'espéranto à l'occasion d'une exposition dans son école au Locle.
Mireille Grosjean commence à pratiquer l'espéranto en 1985, après un voyage au Japon avec sa famille.
En 2014, elle est nommée espérantiste de l'année particulièrement pour son action en Afrique. En 2016 elle a reçu le prix Onisaburo Deguchi, qui récompense un ou une espérantiste qui s'engage pour la paix. C'est la plus haute distinction du mouvement. 
Elle participe à de nombreuses activités au sein de multiples associations. Elle est notamment présidente de la Ligue internationale des enseignants d'espéranto (ILEI) 2013-2021,,, et coprésidente puis présidente depuis 2021 de la société suisse d'espéranto.

### Engagement local
Mireille Grosjean est conseillère communale des Brenets, où elle réside. Elle est également membre active de l’Union démocratique de gauche.
Elle cofonde et copréside l’Association Suisse des Éducateurs à la Paix (ASEPaix). Elle est membre de l’Association internationale des Éducateurs à la Paix. Elle est présidente de l’association locale Le Monde à ta Porte. Elle est présidente de l’Association pour le développement du Régional (AdR), qui soutient la ligne de train Le Locle - Les Brenets,,. 

### Engagement international
En 2009 elle a créé avec des Béninois l'ONG "Savoir sans barrières" qui met sur pied divers projets de soutien à des jeunes en études, à des établissements scolaires. Le projet-phare de "Savoir Sans Barrières" est un séminaire pour femmes universitaires de 18 à 30 ans en études ou déjà à la recherche d'un emploi, avec comme contenu travail sur la formulation et présentation de la candidature, le leadership féminin et l'apprentissage de la lecture et de l'écriture de la langue fon, principale langue du Bénin. Ce séminaire a lieu à Cotonou, cinq éditions ont eu lieu, en 2015, 2017, 2019 et 2020. Ce projet a été mis en exergue lors d'une prise de parole en plenum de la conférence générale de l'UNESCO à Paris en novembre 2019.

## Œuvres
- Échanges de classes clé en main, éd. Département DIP du canton de Neuchâtel, 1995
- Le suisse allemand, tu vas l’entendre et tu vas le comprendre !, éd. Fondation ch, Soleure, 1998
- Je colorie l’Afrique en collaboration avec Hubert Guézo, éd. Daadacolor, 2008
- (eo) Afrikanoj kaj mi [« Les africains et moi »], MIR, 2009
- C’est l’Afrique que j’aime en collaboration avec Hubert Guézo, éd. Daadacolor, 2009
- Mots des têtes d’Afrique et d’ailleurs en collaboration avec Hubert Guézo, éd. Daadacolor, 2010
- Tout Doux Tout Doubs, une pièce de théâtre, en collaboration avec David Favre. Éd. MIR, 2013
- (eo) Komunikado en Afriko [« Communication en Afrique »], MIR, 2014
- Fahrtrichtung Esperanto, ouvrage collectif sous la direction de Klaus Friese, éd. Allsprachendienst GmbH, Uster, 2017